# KEPD 350
Taurus KEPD 350 je střela s plochou dráhou letu odpalovaná ze vzduchu a vyráběná společností Taurus Systems, což je joint venture MBDA Deutschland GmbH (67%) a Saab AB Dynamics (33%). Je určena k ničení statických pozemních cílů vysoké hodnoty, jako jsou letecké základny, radarové stanice, komunikační uzly, řídicí centra, raketová sila, muniční sklady, mosty a přístavy. Je schopna zasáhnout cíle s vysokou přesností za jakýchkoliv povětrnostních podmínek. Je navržena tak, aby překonala i hustou protivzdušnou obranu protivníka a svým dlouhým doletem umožňuje odpal mimo dosah této protivzdušní obrany. Má proto také potlačený radarový odraz a nese i klamné cíle.
Střela může být nesena německými bojovými letouny Tornado IDS, jakož i španělskými stíhačkami EF-18. V současnosti probíhá závěrečná fáze integrace KEPD 350 do jihokorejských stíhacích letounů F-15K Slam Eagle. Střela by měla být integrována i do letadel Eurofighter Typhoon a Saab JAS 39 Gripen, na kterých již proběhly první letové zkoušky.
Pokud o to zájemce požádá, je podle propagačních materiálů výrobce, možné střely odpalovat i z mobilních pozemních zařízení.
Cena střely je cca 950 000 €.

## Historie
Po roce 2000 proběhly letové testy stíhacího letounu Saab JAS 39 Gripen se střelami Taurus. Při nich byly ověřovány aerodynamické vlastnosti a kompatibilita střel s letounem. Neuskutečnil se zkušební odpal.
V prosinci 2024 německý Spolkový úřad pro vyzbrojování BAAINBw udělil společnosti Taurus Systems kontrakt ve výši 830 milionů Euro na modernizaci a údržbu 479 německých střel Taurus. Životnost střel má být prodloužena do roku 2045. Zároveň o získání střel projevilo zájem Švédsko, které by se mohlo stát jejím čtvrtým uživatelem.

## Konstrukce a vlastnosti

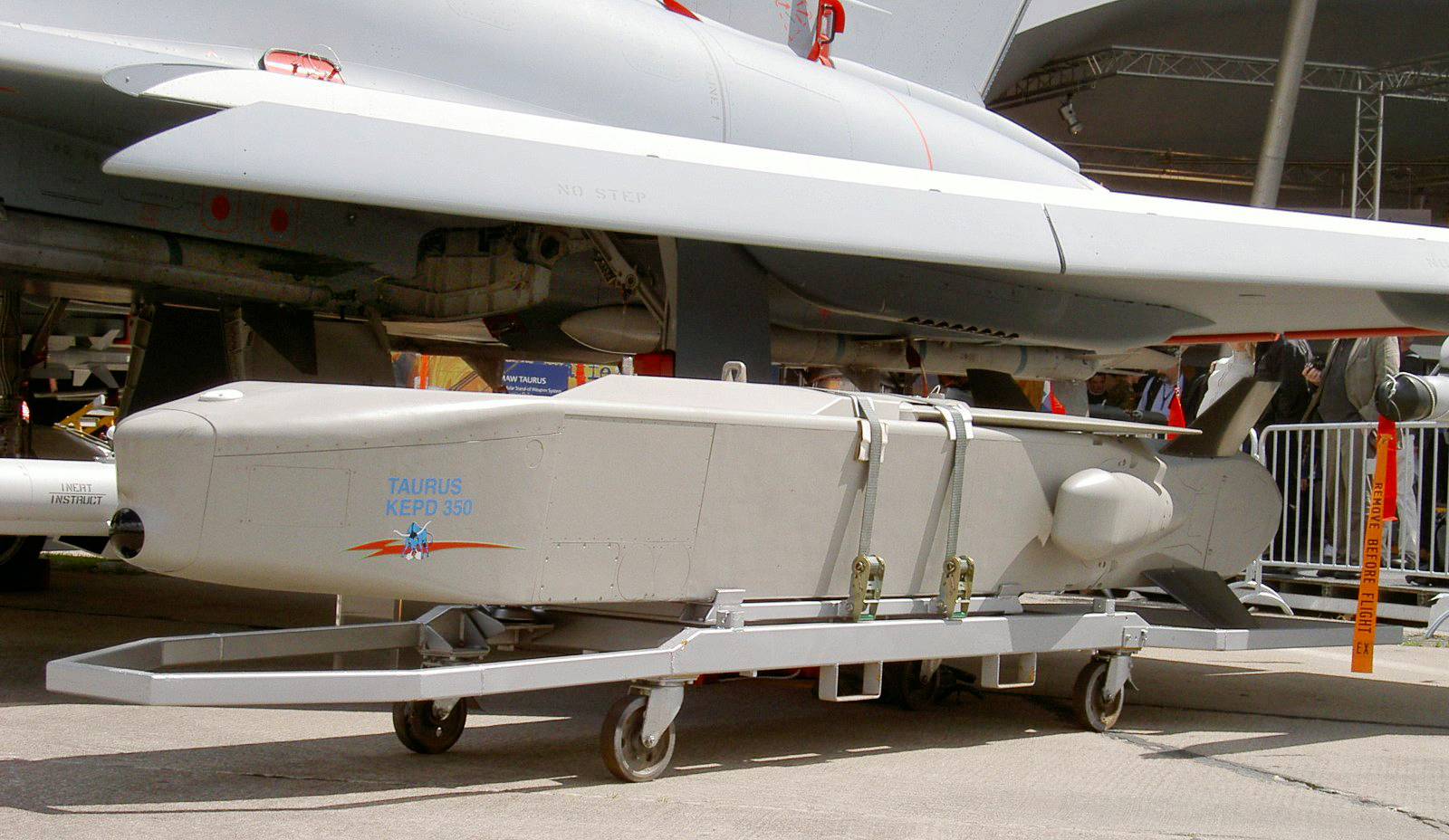
KEPD 350 připravena na zavěšení pod křídlem stíhačky Eurofighter Typhoon

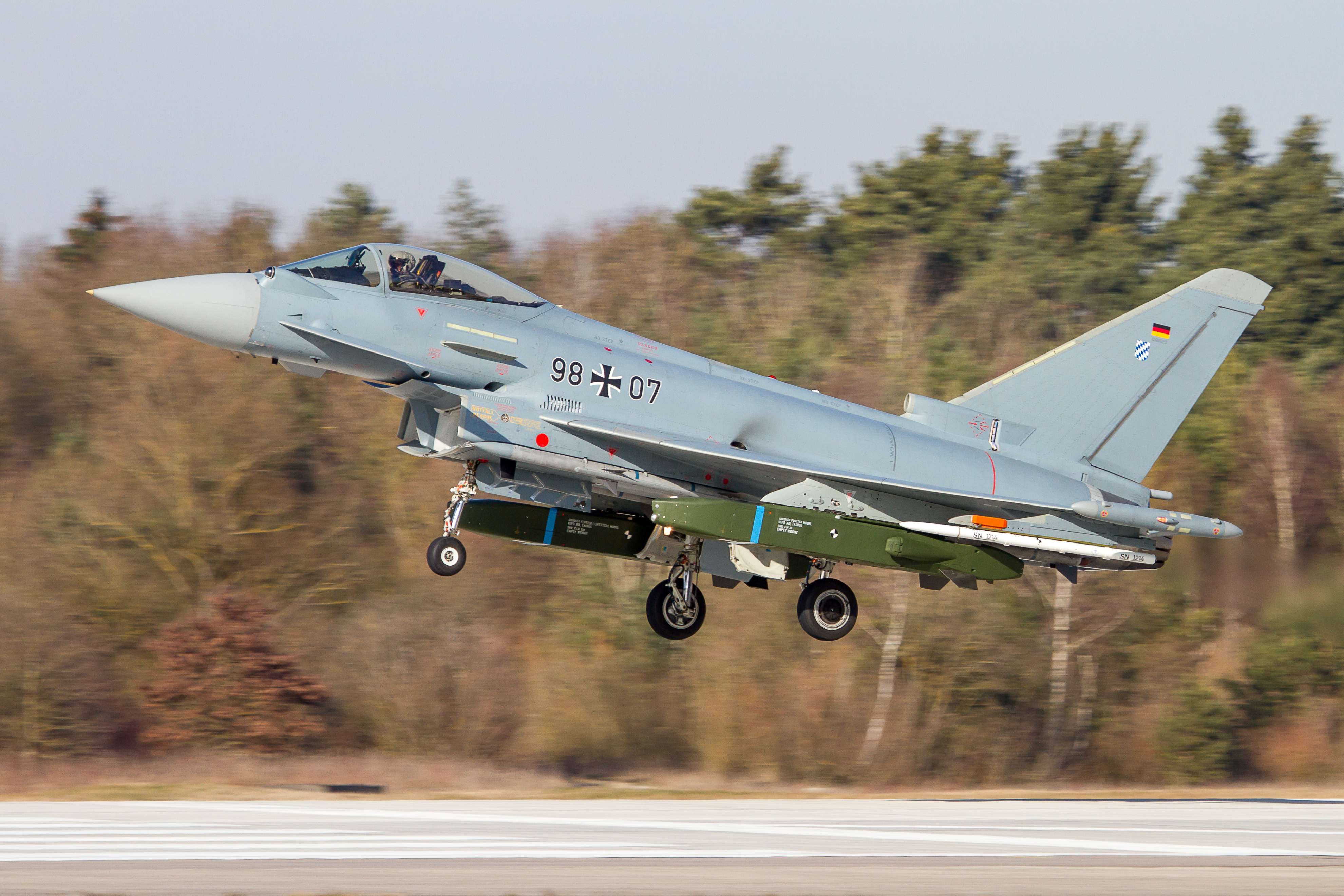
Eurofighter Typhoon německého letectva přistávající s dvojicí střel Taurus podvěšených pod křídly

### KEPD 350
KEPD 350 je dlouhá 5 m a rozpětí křídel má 2,04 m. Křídla se nacházejí v složené poloze v horní části střely a rozevírají se po odhození z mateřského letadla. Celková hmotnost střely je 1 400 kg, přičemž bojová část MEPHISTO váží 481 kg. MEPHISTO (Multi-Effect Penetrator, high Sophisticated and Target Optimised) je tandemová hlavice s kumulativní částí, navržená tak, aby byla schopna lépe proniknout k dobře chráněným cílům. Střela je vybavena inteligentním a programovatelným zapalovačem PIMPF (Programmable Intelligent Multi-Purpose Fuze), který je schopen počítat jednotlivá patra. Průbojná část tak může explodovat na předem naprogramovaném patře. Střela by měla být schopna prorazit beton o tloušťce 6 m. Další varianty M (modulární)  a MP (multihlavice) jsou účinné i proti plošným cílům. Díky modulární architektuře mohou být KEPD 350 nakonfigurovány podle jednotlivých misí a v budoucnu potenciálně přepracované při relativně nízkých nákladech.
Střela je poháněna proudovým motorem Williams P8300-15, díky kterému dosahuje ve velmi nízkých nadmořských výškách cestovní rychlost Mach 0,6 až 0,95. Dolet střely přesahuje 500 km, což umožňuje její odpálení mimo dosah protivníkovy protivzdušné obrany a zvyšuje tak bezpečnost letadla a posádky. Použitím paliva JP 10 se dolet zvyšuje o dalších 15%. Může být nasazena během dne i noci a za jakéhokoliv počasí. Letem ve výši 30 m nad terénem se výrazně snižují šance nepřítele na včasnou detekci a zneškodnění střely. Ze stejného důvodu má také povrch s potlačeným radarovým obrazem. Maximální výška, ve které může být KEPD 350 odhazována, je 7620 m.
Navigační systém Tri-Tec kombinuje data z inerciálního navigačního systému, družicového systému GPS, terénní referenční navigace a infračerveného senzoru. Střela může být naváděná i bez použití GPS a je vybavena systémem plánování mise, který určuje její letovou dráhu a detekcí cíle podle zobrazení.

### KEPD 350K
KEPD 350K je modernizovaná verze pro Vzdušné síly Korejské republiky (Jižní Korea ). Odlišují se od střel dodaných Německu a Španělsku novým GPS přijímačem a motorem. Přijímač od společnosti Rockwell Collins je vybaven modulem, který chrání střelu před elektronickým rušením. Díky jinému motoru má tato verze mít dolet 600 km.

### KEPD 350K-2
Dále existuje verze KEPD 350K-2, což je o 400 kg odlehčená verze, z logistických důvodů odvozená z KEPD 350K, s doletem asi 400 km. Výrobce tak vyšel vstříc Jižní Koreji, zejména pro použití na nových lehkých jihokorejských letounech KAI T-50.

## Uživatelé
Německo
- Luftwaffe – do prosince 2010 bylo německému letectvu dodáno 600 střel v hodnotě 570 mil. eur.

 Španělsko
- Španělské letectvo – objednalo 43 střel, které byly dodány do srpna 2010.[6]

 Jižní Korea
- Jihokorejské letectvo – podepsalo v listopadu 2013 smlouvu na nákup 170 – 180 střel, z nichž byla první várka dodána 14. října 2016.[7]

### Potenciální uživatelé
Švédsko
- Roku 2024 země projevila zájem o získání střel Taurus.[3]

 Ukrajina
- Ukrajina požádala Německo o rakety Taurus v květnu 2023. V srpnu poslanec parlamentu za vládnoucí SPD Andreas Schwarz v rozhovoru pro časopis Der Spiegel uvedl, že by Německo mělo Ukrajině řízené střely poskytnout, aby jí pomohly s protiofenzívou proti ruským okupačním vojskům.[8]